# Helmut Hass
Helmut Hass (* 17. November 1919 in Kiel) ist ein ehemaliger deutscher Politiker (NPD).

## Leben
Hass besuchte seit 1930 die staatliche Oberrealschule in Kiel-Wellingdorf. Im Jahr 1936 legte er die mittlere Reife ab und begann eine Lehre als Werkstoffprüfer (phys. Laborant) bei den Deutschen Werken in Kiel. Seine Gehilfenprüfung legte er im Frühjahr 1939 ab. Im Anschluss meldete er sich als Freiwilliger des Reichsarbeitsdienstes und wurde im Lager 1/77 Tinnum auf Sylt zur Neulandgewinnung eingesetzt. Ab Oktober 1939 war er als Freiwilliger bei der Waffen-SS und absolvierte seinen Kriegsdienst bis Mai 1945. Er war im Frontdienst in einer Aufklärungsabteilung und wurde während des Krieges mehrfach verwundet. Hass wurde zudem mehrfach ausgezeichnet. Nach dem Ende des Zweiten Weltkrieges geriet er in Gefangenschaft. Nach seiner Entlassung begann er verschiedene Tätigkeiten bei der Deutschen Erdöl AG in Heide (Holstein). Im Jahr 1949 wurde er als Treuhänder vom Landgericht Dortmund für eine Spedition bestellt. Im Februar 1950 begann er seine Tätigkeit in der eisenschaffenden Industrie in der Dortmund Hörder-Hüttenunion. Im Jahr 1954 siedelte er nach Salzgitter um, da er eine Anstellung als Meister im Walzwerk erhielt. Zunächst wurde er im Jahr 1959 zum Obermeister ernannt, im Jahr 1965 folgte eine Tätigkeit als Betriebsassistent in der Halbzeugadjustage des Hüttenwerks.

## Politik
Am 27. November 1937 beantragte Hass die Aufnahme in die NSDAP und wurde rückwirkend zum 1. Mai desselben Jahres aufgenommen (Mitgliedsnummer 4.765.764).
Hass wurde im Januar 1965 Mitglied der NPD. Er kandidierte für die NPD bei der Landtagswahl in Niedersachsen am 4. Juni 1967. Die NPD erhielt 7,0 % der Stimmen und 10 der 149 Abgeordnetensitze; Helmut Hass zog in den 6. Niedersächsischen Landtag. Er war zunächst Mitglied der NPD-Fraktion, verließ diese am 16. Januar 1970 wegen Unzufriedenheit über Adolf von Thadden und war ab dem 17. Februar Gast in der CDU-Fraktion. Ministerpräsident Georg Diederichs (SPD) nahm dies zum Anlass, die Große Koalition aufzukündigen, wodurch es zu einer vorgezogenen Landtagswahl am 14. Juni 1970 kam. Die NPD erhielt 3,2 % der Stimmen und scheiterte damit an der Fünf-Prozent-Hürde; 1974 erhielt sie 0,64 % und 1978 0,43 % der Stimmen. 
In Salzgitter war Hass Stadtrat, zunächst als NPD-Mitglied. Der CDU-Kreisverband Salzgitter hatte sich entgegen einer Empfehlung des Landesvorsitzenden Wilfried Hasselmanns und eines Aufnahme-Beschlusses des Landesvorstandes geweigert, die CDU-Mitgliedschaft von Hass anzuerkennen. Dennoch wurde Hass schließlich Mitglied der CDU-Fraktion im Stadtrat von Salzgitter.
Helmut Hass wurde zu einem Präzedenzfall für die Reichweite des freien Mandates von Abgeordneten. Die NPD ließ sich vor der Landtagswahl 1967 von allen Kandidaten einen Wechsel über 30.000 DM (in heutiger Kaufkraft 69.229 €) unterschreiben. Dieser „Sicherungswechsel“ sollte fällig werden, wenn der Abgeordnete aus der Fraktion ausscheidet, ohne sein Mandat niederzulegen. Nach dem Austritt von Hass aus der NPD-Fraktion leitete die NPD eine Zwangsvollstreckung ein; das Landgericht Braunschweig verwarf diese als sittenwidrig.

## Quelle
- Barbara Simon: Abgeordnete in Niedersachsen 1946–1994. Biographisches Handbuch. Hrsg. vom Präsidenten des Niedersächsischen Landtages. Niedersächsischer Landtag, Hannover 1996, S. 142–143.